# وليام والاس كامبل
وليام والاس كامبل (بالإنجليزية: William Wallace Campbell )‏ (و. 1862 – 1938 م) هو عالم فلك من الولايات المتحدة الأمريكية . ولد في مقاطعة هانقق، أوهايو . وكان عضواً في الجمعية الملكية، والأكاديمية الأمريكية للفنون والعلوم، والأكاديمية الملكية السويدية للعلوم، والأكاديمية الروسية للعلوم .
توفي في سان فرانسيسكو، عن عمر يناهز 76 عاماً.

## التعليم
تعلم في جامعة ميشيغان

## مناصب وهيئات
أدار جامعة ميشيغان.

## جوائز وترشيحات
حصل على جوائز منها:
- وسام بروس (1915)
- الميدالية الذهبية للجمعية الفلكية الملكية (1906)
- وسام هنري درابر (1906)
- Lalande Prize [الإنجليزية]‏.

ترشح لـ:
- جائزة نوبل في الفيزياء (1901).[9]

## روابط خارجية
- وليام والاس كامبل على موقع الموسوعة البريطانية (الإنجليزية)
- وليام والاس كامبل على موقع إن إن دي بي (الإنجليزية)